# 艾奥纳岛
艾奧納島（有时简称为Ì）是蘇格蘭西岸内赫布里底群岛之中的一個小島。它是凯尔特传教运动的中心，艾奧納修道院位于此地。当地至今仍有100多名居民，岛本身土地属苏格兰国民信托。

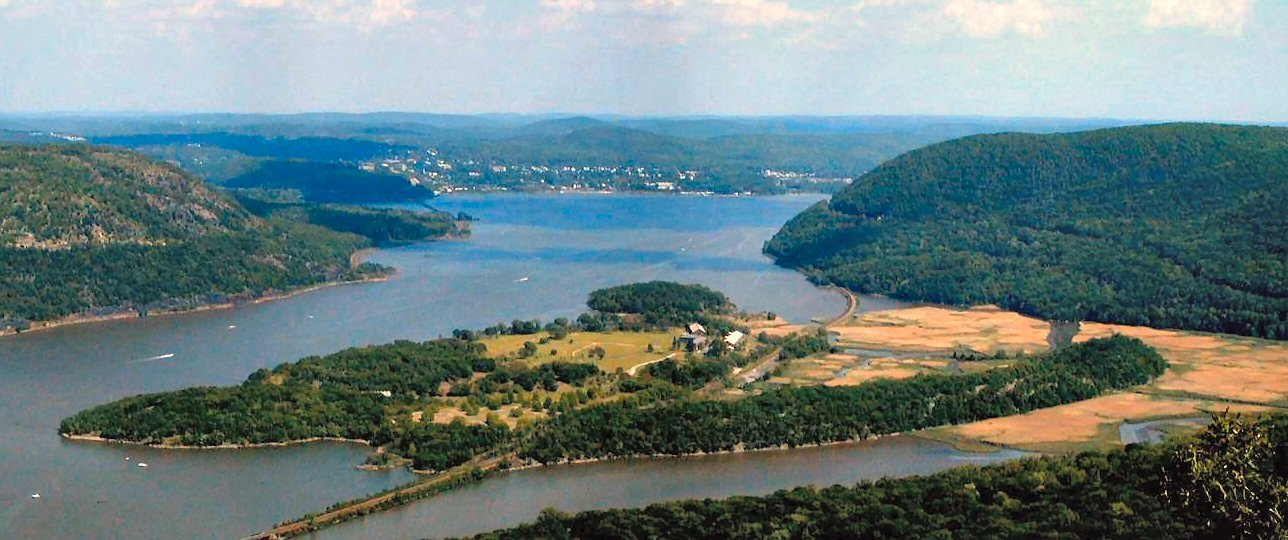
島貌

## 外部連結
- Isle of Iona, Scotland （页面存档备份，存于）（旅遊指南）
- The Iona Community （页面存档备份，存于）
- Computer-generated virtual panorama Summit of Iona Index （页面存档备份，存于）
- 艾奥纳岛的地圖資料
- Photo Gallery of Iona by Enrico Martino
- National Trust for Scotland property page （页面存档备份，存于）

56°20′N 6°25′W / 56.333°N 6.417°W